# فلورين داريوس براجوشي
فلورين داريوس براجوشي (بالرومانية: Darius Florin Brăguși)‏ مواليد 18 يونيو 1993 في رمينكو فيلتشا، هو لاعب كرة مضرب روماني. أعلى تصنيف له في الفردي في تصنيف رابطة محترفي كرة المضرب كان المركز الـ 936 في سنة 2012.

## روابط خارجية
- فلورين داريوس براجوشي على موقع رابطة محترفي التنس (الإنجليزية)
- فلورين داريوس براجوشي على موقع الاتحاد الدولي لكرة المضرب (الإنجليزية)
- فلورين داريوس براجوشي على موقع كأس ديفيز (الإنجليزية)
- فلورين داريوس براجوشي على موقع خلاصة التنس.كوم (الإنجليزية)